# مسجد ملا مهدی
مسجد ملا مهدی مربوط به دوره قاجار است و در شهرستان قزوین، خیابان مولوی، کوچه یخچال واقع شده و این اثر در تاریخ ۱۰ مهر ۱۳۸۰ با شمارهٔ ثبت ۴۲۰۴ به‌عنوان یکی از آثار ملی ایران به ثبت رسیده است.